# قائمة الأفلام المتصدرة شباك التذاكر الأمريكي عام 2015
قائمة الأفلام المتصدرة شباك التذاكر الأمريكي عام 2015 هي الأفلام التي احتلت المركز الأول في شباك التذاكر الأمريكي أثناء عُطل نهاية الأسبوع لعام 2015

## الأفلام الأولى
|    | التاريخ        | الفيلم                                          | ربح         | ملاحظات | مراجع                |
| -- | -------------- | ----------------------------------------------- | ----------- | --- | -------------------- |
| 1  | 4 يناير 2015   | الهوبيت: معركة الجيوش الخمسة                    | 21,732,090  | | [ 2 ]                |
| 2  | 11 يناير 2015  | تيكن 3                                          | 39,201,657  | | [ 3 ]                |
| 3  | 18 يناير 2015  | قناص أمريكي                                     | 89,269,066  | وصل فيلم قناص أمريكي إلى المرتبة الأولى في ظهوره الواسع، بعد ثلاثة عطل نهاية أسبوع من الإصدار المحدود. كما حطم الأرقام القياسية لـجولة مع شرطي (41.5 مليون). حطم الفيلم أيضًا رقمين قياسيين لأفاتار، لأعلى إجمالي إجمالي في نهاية الأسبوع في يناير (68.4 مليون) وعطلة نهاية الأسبوع ذكرى مارتن لوثر كينج (42.7 مليون). كما حطم الرقم القياسي لـآلام المسيح (83.8 مليون) لأعلى ظهور في نهاية الأسبوع لإصدار الشتاء. | [ 4 ] [ 5 ] [ 6 ]    |
| 4  | 25 يناير 2015  | قناص أمريكي                                     | 64,628,304  | بالإضافة إلى تحطيم الرقم القياسي لـصداع الكحول الجزء الثاني (3675 مسرح) لأوسع إصدار فيلم (3،705)؛ وحطم في عطلة نهاية الأسبوع الثانية رقم آلام المسيح القياسي (53.2 مليون) لأكبر ثاني إجمالي في نهاية الأسبوع لفيلم مصنف R. | [ 7 ]                |
| 5  | 1 فبراير 2015  | قناص أمريكي                                     | 30,660,528  | أصبح فيلم قناص أمريكي أول فيلم في عام 2015 يتصدر شباك التذاكر لثلاث عطل نهاية أسبوع متتالية. | [ 8 ]                |
| 6  | 8 فبراير 2015  | فيلم سبونج بوب سكوير بانتس: الإسفنج خارج المياه | 55,365,012  | | [ 9 ]                |
| 7  | 15 فبراير 2015 | خمسين ظل من جراي                                | 85,171,450  | حطم الفيلم الرقم القياسي لـآلام المسيح (83.8 مليون) لأعلى ظهور في نهاية الأسبوع في فبراير وعيد الحب (63.1 مليون). كما حطم الرقم القياسي لـ الشفق (69.6 مليون) لأعلى ظهور في نهاية الأسبوع لفيلم موجه للإناث. | [ 10 ] [ 11 ]        |
| 8  | 22 فبراير 2015 | خمسين ظل من جراي                                | 22,259,030  | | [ 12 ]               |
| 9  | 1 مارس 2015    | التركيز                                         | 18,685,137  | | [ 13 ]               |
| 10 | 8 مارس 2015    | شاباي                                           | 13,346,782  | | [ 14 ]               |
| 11 | 15 مارس 2015   | سندريلا                                         | 67,877,361  | | [ 15 ]               |
| 12 | 22 مارس 2015   | سلسلة مختلفة: متمردة                            | 52,263,680  | | [ 16 ]               |
| 13 | 29 مارس 2015   | الوطن                                           | 52,107,731  | | [ 17 ]               |
| 14 | 5 أبريل 2015   | الغضب 7                                         | 147,187,040 | حطم فيلم الغضب 7 الرقم القياسي لـ كابتن أمريكا: جندي الشتاء (95 مليون) لأعلى ظهور في نهاية الأسبوع في أبريل ورقم صراع الجبابرة (61.2 مليون) لأعلى ظهور في عطلة عيد الفصح. | [ 18 ] [ 19 ]        |
| 15 | 12 أبريل 2015  | الغضب 7                                         | 59,585,930  | | [ 20 ]               |
| 16 | 19 أبريل 2015  | الغضب 7                                         | 29,156,595  | خلال أسبوع، حطم الغضب 7 (17 يومَا) الرقم القياسي لـأفاتار (19 يومًا) لأسرع فيلم يصل إجمالي ربحه إلى مليار دولاردولار في جميع أنحاء العالم. | [ 21 ]               |
| 17 | 26 أبريل 2015  | الغضب 7                                         | 17,821,440  | أصبح فيلم الغضب 7 ثاني فيلم بعد مباريات الجوع يتصدر شباك التذاكر لمدة أربعة عطلات نهاية أسبوع متتالية. | [ 22 ]               |
| 18 | 3 مايو 2015    | المنتقمون: عصر ألترون                           | 191,271,109 | | [ 23 ]               |
| 19 | 10 مايو 2015   | المنتقمون: عصر ألترون                           | 77,746,929  | | [ 24 ]               |
| 20 | 17 مايو 2015   | طبقة الصوت المثالية 2                           | 69,216,890  | حطم الفيلم رقم هاي سكول ميوزيكال 3: سينيور يير (42 مليون) لأعلى ظهور لفيلم موسيقى في نهاية الأسبوع. | [ 25 ]               |
| 21 | 24 مايو 2015   | أرض الغد                                        | 33,028,165  | | [ 26 ] [ 27 ]        |
| 22 | 31 مايو 2015   | سان أندرياس                                     | 54,588,173  | | [ 28 ]               |
| 23 | 7 يونيو 2015   | جاسوس                                           | 29,085,719  | | [ 29 ]               |
| 24 | 14 يونيو 2015  | العالم الجوراسي                                 | 208,806,270 | حطم الفيلم الرقم القياسي لـالرجل الفولاذي (116.6 مليون) لأعلى ظهور في نهاية الأسبوع في يونيو ورقم غودزيلا (93.2 مليون) لأعلى ظهور في نهاية الأسبوع لفيلم روائي طويل. كما حطم رقم المنتقمون (207.4 مليون) لأعلى ظهور في نهاية الأسبوع في الصيف، لفيلم ثلاثي الأبعاد. | [ 30 ]               |
| 25 | 21 يونيو 2015  | العالم الجوراسي                                 | 106,588,440 | حطم الفيلم الرقم القياسي لـالمنتقمون (103.1 مليون) لأعلى ثاني إجمالي في نهاية الأسبوع على الإطلاق. ورقم أل سيمبسون (74 مليون) لأعلى ظهور لأول مرة في نهاية الأسبوع لفيلم رسوم متحركة. | [ 31 ]               |
| 26 | 28 يونيو 2015  | العالم الجوراسي                                 | 54,532,615  | حطم الفيلم (13 يوم) الرقم القياسي لـ الغضب 7 (17 يومًا) لأسرع فيلم يصل إجمالي ربحه إلى مليار دولاردولار في جميع أنحاء العالم. | [ 32 ]               |
| 27 | 5 يوليو 2015   | قلبا وقالبا                                     | 29,771,224  | تصدر فيلم قلبا وقالبا شباك التذاكر الأمريكي بعد 3 أسابيع من إطلاقه. | [ 33 ]               |
| 28 | 12 يوليو 2015  | المينيون                                        | 115,718,405 | حطم فيلم المينيون (46.2 مليون دولار) الرقم القياسي لـ حكاية لعبة 3 (41.1 مليون) كأكثر فيلم رسوم متحركة يحقق دخل في يوم واحد. كما حطم رقم حرب النجوم الجزء الثالث: انتقام السيث القياسي (108.4 مليون) لأعلى ظهور في نهاية الأسبوع. | [ 34 ]               |
| 29 | 19 يوليو 2015  | الرجل النملة                                    | 57,225,526  | | [ 35 ]               |
| 30 | 26 يوليو 2015  | الرجل النملة                                    | 24,909,332  | | [ 36 ]               |
| 31 | 2 أغسطس 2015   | مهمة مستحيلة: أمة مارقة                         | 55,520,089  | | [ 37 ]               |
| 32 | 9 أغسطس 2015   | مهمة مستحيلة: أمة مارقة                         | 28,502,372  | | [ 38 ]               |
| 33 | 16 أغسطس 2015  | الخروج من كومبتون                               | 60,200,180  | حطم الفيلم الرقم القياسي لـ السير على الخط (22.3 مليون) لأعلى ظهور في عطلة نهاية الأسبوع لسيرة ذاتية للموسيقى ورقم الفطيرة الأمريكية 2 (45.1 مليون) لأعلى أرباح إفتتاحية في نهاية الأسبوع في أغسطس لفيلم مصنف. | [ 39 ] [ 40 ]        |
| 34 | 23 أغسطس 2015  | الخروج من كومبتون                               | 26,364,020  | | [ 41 ]               |
| 35 | 30 أغسطس 2015  | الخروج من كومبتون                               | 13,133,560  | | [ 42 ]               |
| 36 | 6 سبتمبر 2015  | غرفة الحرب                                      | 9,480,535   | تصدر شباك التذاكر الأمريكي في الأسبوع الثاني لإطلاقه | [ 43 ] [ 44 ]        |
| 37 | 13 سبتمبر 2015 | الرجل المثالي                                   | 25,888,154  | | [ 45 ]               |
| 38 | 20 سبتمبر 2015 | عداء المتاهة: تجارب السكورش                     | 30,316,510  | | [ 46 ]               |
| 39 | 27 سبتمبر 2015 | فندق ترانسيلفانيا 2                             | 48,464,322  | فيلم فندق ترانسلفانيا 2 حطم الرقم السابق لفيلم فندق ترانسلفانيا الجزء الأول الذي حقق (42.5 مليون) كأعلى مبلغ جناه في سبتمبر. | [ 47 ]               |
| 40 | 4 أكتوبر 2015  | المريخي                                         | 54,308,575  | | [ 48 ]               |
| 41 | 11 أكتوبر 2015 | المريخي                                         | 37,005,266  | | [ 49 ] [ 50 ]        |
| 42 | 18 أكتوبر 2015 | صرخة الرعب                                      | 23,618,556  | | [ 51 ]               |
| 43 | 25 أكتوبر 2015 | المريخي                                         | 15,732,907  | عاد فيلم المريخي لتصدر شباك التذاكر في الأسبوع الرابع لإطلاقه | [ 52 ]               |
| 44 | 1 نوفمبر 2015  | المريخي                                         | 11,715,097  | أصبح فيلم المريخي ثاني فيلم بعد الغضب 7 يتصدر شباك التذاكر لمدة أربعة عطلات نهاية الأسبوع بالإضافة إلى ثاني فيلم بعد حراس المجرة يتصدر شباك التذاكر في عطلة نهاية الأسبوع الخامسة ولأربع عطلات نهاية أسبوع غير متتالية. | [ 53 ]               |
| 45 | 8 نوفمبر 2015  | طيف                                             | 70,403,148  | | [ 54 ]               |
| 46 | 15 نوفمبر 2015 | طيف                                             | 33,681,104  | | [ 55 ]               |
| 47 | 22 نوفمبر 2015 | مباريات الجوع: الطائر المقلد - الجزء الثاني     | 102,665,981 | | [ 56 ]               |
| 48 | 29 نوفمبر 2015 | مباريات الجوع: الطائر المقلد - الجزء الثاني     | 52,004,595  | في المركز الثالث، حطم رقم كريد الافتتاحي البالغ 30.1 مليونًا والرقم القياسي لـفولاذ حقيقي (27.3 مليون) لأعلى ظهور لفيلم ملاكمة في نهاية الأسبوع. | [ 57 ] [ 58 ] [ 59 ] |
| 49 | 6 ديسمبر 2015  | مباريات الجوع: الطائر المقلد - الجزء الثاني     | 18,857,547  | | [ 60 ]               |
| 50 | 13 ديسمبر 2015 | مباريات الجوع: الطائر المقلد - الجزء الثاني     | 11,413,316  | أصبح فيلم مباريات الجوع: الطائر المقلد - الجزء الثاني ثاني فيلم بعد الغضب 7 يتصدر شباك التذاكر لمدة أربعة عطل نهاية أسبوع متتالية. | [ 61 ]               |
| 51 | 20 ديسمبر 2015 | حرب النجوم: القوة تنهض                          | 247,966,675 | حطم فيلم حرب النجوم: القوة تنهض بإجمالي 57 مليون رقم هاري بوتر ومقدسات الموت – الجزء 2 (43.5 مليون) لأعلى إجمالي الخميس على الإطلاق، وبإجمالي 5.7 مليون من ليلة الخميس حطم رقم المنتقمون: عصر الاولترون (3 ملايين) لأعلى ربح الخميس من عروض آيماكس على الإطلاق. حطم بإجمالي 119.1 مليون رقم هاري بوتر ومقدسات الموت – الجزء 2 (91.1 مليون) لأعلى إجمالي ربح لليوم افتتاحي على الإطلاق. كما حطمت الرقم القياسي لـالهوبيت: رحلة غير محدودة (84.6 مليون) لأعلى ظهور في نهاية الأسبوع في ديسمبر، ورقم مباريات الجوع: ألسنة اللهب القياسي (158 مليون) لأعلى ظهور في نهاية الأسبوع في موسم العطلات، ورقم العالم الجوراسي (208.8 مليون) لأعلى ظهور في عطلة نهاية الأسبوع لفيلم ثلاثي الأبعد. | [ 62 ]               |
| 52 | 27 ديسمبر 2015 | حرب النجوم: القوة تنهض                          | 149,202,860 | حطم الفيلم الرقم القياسي لـالعالم الجوراسي (106.6 مليون) لأعلى ثاني إجمالي في نهاية الأسبوع على الإطلاق، وحطم بإجمالي 49.3 مليون الرقم القياسي لشارلوك هولمز (24.6 مليون) في لأعلى ربح يوم عيد الميلاد الإطلاق. زمن. كما حطم ب12 يوم الرقم القياسي لالعالم الجوراسي (13 يومًا) لأسرع فيلم يصل إلى مليار دولارفي جميع أنحاء العالم. | [ 63 ]               |

## الأفلام الأكثر ربحًا
أعلى الأفلام ربحًا لعام 2015.
| المرتبة | الفيلم                                      | الاستديو                | المخرج                 | ربح         |
| ------- | ------------------------------------------- | ----------------------- | ---------------------- | ----------- |
| 1.      | العالم الجوراسي                             | يونيفرسال بيكشرز        | كولين تريفورو          | 652,270,595 |
| 2.      | حرب النجوم: القوة تنهض                      | استوديوهات والت ديزني   | جاي جاي أبرامز         | 651,967,269 |
| 3.      | المنتقمون: عصر ألترون                       | استوديوهات والت ديزني   | جوس ويدن               | 455,530,367 |
| 4.      | قلبا وقالبا                                 | استوديوهات والت ديزني   | بيت دوكتر              | 353,612,437 |
| 5.      | الغضب 7                                     | يونيفرسال بيكشرز        | جيمس وان               | 353,007,020 |
| 6.      | قناص أمريكي                                 | وارنر براذرز بيكتشرز    | كلينت إيستوود          | 348,797,145 |
| 7.      | المينيون                                    | يونيفرسال بيكشرز        | بيير كوفين وكايل بالدا | 336,045,770 |
| 8.      | مباريات الجوع: الطائر المقلد - الجزء الثاني | ليونزغيت إنترتينمنت     | فرانسيس لورانس         | 269,569,121 |
| 9.      | المريخي                                     | توينتيث سينشوري ستوديوز | ريدلي سكوت             | 225,345,353 |
| 10.     | سندريلا                                     | استوديوهات والت ديزني   | كينيث براناه           | 197,584,850 |